# Anthem (Flogging Molly)
Anthem è il settimo album in studio del gruppo musicale statunitense Flogging Molly, pubblicato nel 2022.

## Tracce
1. These Times Have Got Me Drinking / Tripping Up the Stairs – 4:13
2. A Song of Liberty – 3:38
3. Life Begins and Ends (But Never Fails) – 3:17
4. No Last Goodbyes – 3:30
5. The Croppy Boy '98 – 3:10
6. This Road of Mine – 3:18
7. (Try) Keep the Man Down – 2:55
8. Now Is the Time – 4:00
9. Lead the Way – 3:45
10. These Are the Days – 4:19
11. The Parting Wave – 3:16

## Formazione
- Mike Alonso – batteria, percussioni, cucchiai
- Dennis Casey – chitarra elettrica, chitarra acustica, banjo, cori
- Matt Hensley – fisarmonica, cori
- Dave King – voce, chitarra acustica, bodhrán, cori
- Nathen Maxwell – basso, cori
- Bridget Regan – fiddle, tin whistle, cornamusa, voce
- Spencer Swain – banjo, mandolino, cori